# Agoh–Giuga-sejtés
A számelmélet területén az Agoh–Giuga-sejtés a prímszámokat és a Bk Bernoulli-számokat összekötő sejtés, ami szerint p akkor és csak akkor prímszám, ha
{\displaystyle pB_{p-1}\equiv -1{\pmod {p}}.}
A sejtés névadói Takashi Agoh és Giuseppe Giuga.

## Ekvivalens megfogalmazás
A sejtés fenti megfogalmazása Takashi Agohtól származik (1990); a Giuseppe Giuga által 1950-ben megadott változata úgy szól, hogy p akkor prím, ha
{\displaystyle 1+2^{p-1}+\cdots +(p-1)^{p-1}=-1{\pmod {p}},}
ami más alakban:
{\displaystyle \sum _{i=1}^{p-1}i^{p-1}\equiv -1{\pmod {p}}.}
Triviálisan igazolható, hogy a második egyenlőség fennállásának elégséges feltétele, ha p prím, hiszen ha p prímszám, a kis Fermat-tétel kimondja, hogy:
{\displaystyle a^{p-1}\equiv 1{\pmod {p}}}
minden {\displaystyle a=1,2,\dots ,p-1} értéke, amiből következik a második egyenlőség, hiszen {\displaystyle p-1\equiv -1{\pmod {p}}.}

## Állapot
Az állítás azért sejtés és nem tétel, mert ugyan a p prím volta az egyenlőség fennállásának elégséges, de nem biztos, hogy szükséges feltétele (tehát létezhet olyan n összetett szám, ami kielégíti a képletet). Megmutatták, hogy ha létezik olyan n összetett szám, ami kielégíti a képletet, akkor az egyszerre Carmichael-szám és Giuga-szám, ami legalább 13 800 jegyű (Borwein, Borwein, Borwein, Girgensohn 1996).

## A Wilson-tétellel való kapcsolata
Az Agoh–Giuga-sejtés hasonlóságot mutat az igaznak bizonyult Wilson-tétellel. A Wilson-tétel kimondja, hogy a p szám akkor és csak akkor prím, ha
{\displaystyle (p-1)!\equiv -1{\pmod {p}},}
ami a következő alakban is felírható:
{\displaystyle \prod _{i=1}^{p-1}i\equiv -1{\pmod {p}}.}